# Roxy Hunter
Roxy Hunter is een filmreeks geproduceerd door Dolphin Entertainment. Deze bestaat uit de volgende delen:
1. 1. Roxy Hunter and the Mystery of the Moody Ghost (Roxy Hunter en het mysterie van de Moody geest)
2. 2. Roxy Hunter and the Secret of the Shaman (Roxy Hunter en het geheim van de Sjamaan)
3. 3. Roxy Hunter and the Horrific Halloween
4. 4. Roxy Hunter and the Myth of the Mermaid

## Plot
1. Roxy Hunter en het geheim van de Moody geest: Na te zijn verhuisd naar een spookachtig, oud huis, op het platteland, zoekt de onstuimige, fantasierijke, maar leergierige negenjarige Roxy Hunter haar weg in een rare wereld van het onbekende en opgeloste mysteries. Met de hulp van haar beste vriend Max, een elf jaar jong genie, start zij een missie om een misdaad op te lossen, haar huis te redden en het verenigen van een oude vrouw met haar lang verloren liefde.
2. Roxy Hunter en het geheim van de Sjamaan
Net als de familie Hunter een beetje gewend is in het nieuwe huis, is Roxy er zeker van dat ze een geheim heeft onthuld: de stads-landloper is eigenlijk een Sjamaan in vermomming! Ze besluit zijn leerling te worden, en hoewel ze niet helemaal gelijk heeft over hem, leren de twee misfits veel van elkaar.

## Cast
| Personage    | Acteur               | Stemacteur Nederlandstalige nasynchronisatie |
| ------------ | -------------------- | -------------------------------------------- |
| Roxy Hunter  | Aria Wallace         | Tara Hetharia                                |
| Susan Hunter | Robin Brûlé          | Jannemien Cnossen                            |
| Max          | Demetrius Joyette    | Jimmy Lange                                  |
| Rebecca      | Stephanie Anne Mills | Eva Burmeister                               |
| John         | Yannick Bisson       | Thijs van Aken                               |
| Rama         | Vik Sahay            | Huub Dikstaal                                |
| Tibers       | Julian Richings      | Frans Limburg                                |